# Klubowe Mistrzostwa Świata w piłce siatkowej mężczyzn 2009
Klubowe Mistrzostwa Świata w piłce siatkowej mężczyzn 2009 odbyły się w stolicy Kataru Dosze w dniach 3-8.11.2009. Władze FIVB wznowiły rozgrywki po 17 latach. Zwycięzcą został włoski klub Trentino Betclic, który za zwycięstwo dostał nagrodę w wysokości 250 000 $. Drugą lokatę zajął polski klub PGE Skra Bełchatów (170 000 $), natomiast trzecią pozycję Zenit Kazań (120 000 $).
Podczas turnieju Międzynarodowa Federacja Piłki Siatkowej testowała wprowadzenie do przepisów tzw. złotej formuły (ang. golden formula). Zmiana polegała na tym, że pierwszy atak po przyjęciu zagrywki musiał zostać wykonany zza linii trzech metrów lub przy drugim odbiciu piłki. Kolejne ataki (po obronie) mogły być wykonywane z pierwszej linii.

## System rozgrywek
Turniej składał się z dwóch rund, w trakcie których rozegrano 16 meczów.
W fazie grupowej stworzono dwie grupy (A i B). W każdej znalazły się po 4 zespoły. Rywalizacja w każdej grupie odbywała się systemem kołowym. Do fazy pucharowej awansowały po dwie najlepsze drużyny z każdej z grup. Zespoły z miejsc 3-4 zostały sklasyfikowane w tabeli końcowej turnieju na 5. miejscu.
W fazie finałowej odbyły się półfinały, mecz o 3. miejsce i finał. Pary półfinałowe zostały stworzone według wzoru:
A1 – B2
A2 – B1.
Przegrani półfinałów zagrali o 3. miejsce, natomiast wygrani zmierzyli się w finale. Zwycięzca meczu finałowego został klubowym mistrzem świata.

## Uczestnicy
| Grupa A                                                       | Grupa B                                                                 |
| ------------------------------------------------------------- | ----------------------------------------------------------------------- |
| Plataneros de Corozal Trentino Betclic Zamalek SC Zenit Kazań | Al Arabi Ad-Dauha Cimed Esporte Clube Pajkan Teheran PGE Skra Bełchatów |

## Rozgrywki
Godziny według czasu lokalnego (UTC+3).

### Faza grupowa

#### Grupa A
Tabela
| Lp. | Drużyna               | Pkt | Mecze | Mecze | Mecze | Małe punkty | Małe punkty | Małe punkty | Sety | Sety | Sety  |
| Lp. | Drużyna               | Pkt | M     | W     | P     | zdob.       | str.        | ratio       | wyg. | prz. | ratio |
| --- | --------------------- | --- | ----- | ----- | ----- | ----------- | ----------- | ----------- | ---- | ---- | ----- |
| 1   | Trentino BetClic      | 6   | 3     | 3     | 0     | 286         | 239         | 1.197       | 9    | 3    | 3.000 |
| 2   | Zenit Kazań           | 5   | 3     | 2     | 1     | 255         | 206         | 1.238       | 8    | 3    | 2.667 |
| 3   | Zamalek SC            | 4   | 3     | 1     | 2     | 243         | 269         | 0.903       | 4    | 8    | 0.500 |
| 4   | Plataneros de Corozal | 3   | 3     | 0     | 3     | 197         | 267         | 0.738       | 2    | 9    | 0.222 |

Źródło: 
Punktacja: zwycięstwo – 2 pkt, porażka – 1 pkt
Zasady ustalania kolejności: 1. liczba punktów, 2. stosunek małych punktów, 3. stosunek setów, 4. bilans w bezpośrednich meczach
Legenda:   awans do półfinału
Wyniki
| Data      | Godz. | Drużyna 1             | Wynik | Drużyna 2             | 1     | 2     | 3     | 4     | 5     | Razem   | Czas | Widzów | *     |
| --------- | ----- | --------------------- | ----- | --------------------- | ----- | ----- | ----- | ----- | ----- | ------- | ---- | ------ | ----- |
| 3.11.2009 | 11:00 | Trentino Betclic      | 3:1   | Zamalek SC            | 25:18 | 25:21 | 23:25 | 25:20 |       | 98:84   | 1:48 | 2100   | [ 3 ] |
| 3.11.2009 | 16:00 | Zenit Kazań           | 3:0   | Plataneros de Corozal | 25:20 | 25:14 | 25:17 |       |       | 75:51   | 1:12 | 800    | [ 4 ] |
| 4.11.2009 | 11:00 | Zamalek SC            | 3:2   | Plataneros de Corozal | 23:25 | 25:13 | 23:25 | 25:14 | 21:19 | 117:96  | 2:06 | 2380   | [ 5 ] |
| 4.11.2009 | 16:00 | Trentino Betclic      | 3:2   | Zenit Kazań           | 24:26 | 25:23 | 24:26 | 25:19 | 15:11 | 113:105 | 2:13 | 705    | [ 6 ] |
| 5.11.2009 | 11:00 | Zenit Kazań           | 3:0   | Zamalek SC            | 25:18 | 25:13 | 25:11 |       |       | 75:42   | 1:10 | 2485   | [ 7 ] |
| 5.11.2009 | 16:00 | Plataneros de Corozal | 0:3   | Trentino Betclic      | 18:25 | 13:25 | 19:25 |       |       | 50:75   | 1:11 | 705    | [ 8 ] |
| Źródło:   |       |                       |       |                       |       |       |       |       |       |         |      |        |       |

#### Grupa B
Tabela
| Lp. | Drużyna             | Pkt | Mecze | Mecze | Mecze | Małe punkty | Małe punkty | Małe punkty | Sety | Sety | Sety  |
| Lp. | Drużyna             | Pkt | M     | W     | P     | zdob.       | str.        | ratio       | wyg. | prz. | ratio |
| --- | ------------------- | --- | ----- | ----- | ----- | ----------- | ----------- | ----------- | ---- | ---- | ----- |
| 1   | PGE Skra Bełchatów  | 6   | 3     | 3     | 0     | 247         | 197         | 1.254       | 9    | 1    | 9.000 |
| 2   | Pajkan Teheran      | 5   | 3     | 2     | 1     | 225         | 225         | 1.000       | 6    | 4    | 1.500 |
| 3   | Cimed Esporte Clube | 4   | 3     | 1     | 2     | 274         | 271         | 1.011       | 5    | 7    | 0.714 |
| 4   | Al-Arabi Ad-Dauha   | 3   | 3     | 0     | 3     | 190         | 243         | 0.782       | 1    | 9    | 0.111 |

Źródło: 
Punktacja: zwycięstwo – 2 pkt, porażka – 1 pkt
Zasady ustalania kolejności: 1. liczba punktów, 2. stosunek małych punktów, 3. stosunek setów, 4. bilans w bezpośrednich meczach
Legenda:   awans do półfinału
Wyniki
| Data      | Godz. | Drużyna 1           | Wynik | Drużyna 2           | 1     | 2     | 3     | 4     | 5 | Razem | Czas | Widzów | *      |
| --------- | ----- | ------------------- | ----- | ------------------- | ----- | ----- | ----- | ----- | - | ----- | ---- | ------ | ------ |
| 3.11.2009 | 18:00 | PGE Skra Bełchatów  | 3:0   | Al Arabi Ad-Dauha   | 25:22 | 25:11 | 25:20 |       |   | 75:53 | 1:14 | 1240   | [ 11 ] |
| 3.11.2009 | 20:00 | Pajkan Teheran      | 3:1   | Cimed Esporte Clube | 15:25 | 28:26 | 25:21 | 25:22 |   | 93:94 | 1:55 | 1150   | [ 12 ] |
| 4.11.2009 | 18:00 | Al Arabi Ad-Dauha   | 1:3   | Cimed Esporte Clube | 25:18 | 17:25 | 17:25 | 22:25 |   | 81:93 | 1:48 | 1130   | [ 13 ] |
| 4.11.2009 | 20:00 | PGE Skra Bełchatów  | 3:0   | Pajkan Teheran      | 25:22 | 25:18 | 25:17 |       |   | 75:57 | 1:17 | 755    | [ 14 ] |
| 5.11.2009 | 18:00 | Pajkan Teheran      | 3:0   | Al Arabi Ad-Dauha   | 25:23 | 25:19 | 25:14 |       |   | 75:56 | 1:15 | 850    | [ 15 ] |
| 5.11.2009 | 20:00 | Cimed Esporte Clube | 1:3   | PGE Skra Bełchatów  | 25:22 | 18:25 | 21:25 | 23:25 |   | 87:97 | 1:55 | 1410   | [ 16 ] |
| Źródło:   |       |                     |       |                     |       |       |       |       |   |       |      |        |        |

### Faza finałowa

#### Półfinały
| Data      | Godz. | Drużyna 1          | Wynik | Drużyna 2      | 1     | 2     | 3     | 4     | 5 | Razem | Czas | Widzów | *      |
| --------- | ----- | ------------------ | ----- | -------------- | ----- | ----- | ----- | ----- | - | ----- | ---- | ------ | ------ |
| 7.11.2009 | 18:00 | PGE Skra Bełchatów | 3:1   | Zenit Kazań    | 15:25 | 25:23 | 25:21 | 26:24 |   | 91:93 | 1:58 | 2220   | [ 17 ] |
| 7.11.2009 | 20:00 | Trentino Betclic   | 3:0   | Pajkan Teheran | 25:18 | 25:22 | 25:19 |       |   | 75:59 | 1:22 | 1600   | [ 18 ] |

#### Mecz o 3. miejsce
| Data      | Godz. | Drużyna 1   | Wynik | Drużyna 2      | 1     | 2     | 3     | 4 | 5 | Razem | Czas | Widzów | *      |
| --------- | ----- | ----------- | ----- | -------------- | ----- | ----- | ----- | - | - | ----- | ---- | ------ | ------ |
| 8.11.2009 | 18:00 | Zenit Kazań | 3:0   | Pajkan Teheran | 25:13 | 25:18 | 25:16 |   |   | 75:47 | 1:10 | 2230   | [ 19 ] |

#### Finał
| Data      | Godz. | Drużyna 1          | Wynik | Drużyna 2        | 1     | 2     | 3     | 4 | 5 | Razem | Czas | Widzów | *      |
| --------- | ----- | ------------------ | ----- | ---------------- | ----- | ----- | ----- | - | - | ----- | ---- | ------ | ------ |
| 8.11.2009 | 20:00 | PGE Skra Bełchatów | 0:3   | Trentino Betclic | 24:26 | 18:25 | 19:25 |   |   | 61:76 | 1:24 | 2430   | [ 20 ] |

## Klasyfikacja końcowa
| Poz.    | Drużyna               |
| ------- | --------------------- |
| 1.      | Trentino BetClic      |
| 2.      | PGE Skra Bełchatów    |
| 3.      | Zenit Kazań           |
| 4.      | Pajkan Teheran        |
| 5.      | Al-Arabi Ad-Dauha     |
| 5.      | Plataneros de Corozal |
| 5.      | Zamalek SC            |
| 5.      | Cimed Esporte Clube   |
| Źródło: |                       |

## Nagrody indywidualne
| Nagroda                             | Zawodnik                   | Klub               | *      |
| ----------------------------------- | -------------------------- | ------------------ | ------ |
| Najbardziej wartościowy gracz (MVP) | Matej Kazijski             | Trentino Betclic   | [ 22 ] |
| Najlepszy punktujący                | Bartosz Kurek              | PGE Skra Bełchatów | [ 23 ] |
| Najlepszy atakujący                 | Matej Kazijski             | Trentino Betclic   | [ 24 ] |
| Najlepszy blokujący                 | Marcin Możdżonek           | PGE Skra Bełchatów | [ 25 ] |
| Najlepszy zagrywający               | Osmany Juantorena          | Trentino Betclic   | [ 26 ] |
| Najlepszy rozgrywający              | Raphael Vieira de Oliveira | Trentino Betclic   | [ 27 ] |
| Najlepszy libero                    | Aleksiej Wierbow           | Zenit Kazań        | [ 28 ] |
| Źródło:                             |                            |                    |        |